# Васькино (Коми)
Васькино (коми Васькин) — деревня в городском округе Усинск Республики Коми России.

## История
Основана в 1938 году и первоначально называлась Васюки.

## География
Деревня находится в северной части Республики Коми, в пределах Печорской низменности, на правом берегу протоки Серкошар реки Печоры, на расстоянии примерно 102 километров (по прямой) к западу-юго-западу (WSW) от города Усинска, административного центра района. Абсолютная высота — 56 метров над уровнем моря.
Климат
Климат характеризуется как умеренно континентальный, с продолжительной морозной многоснежной зимой и коротким прохладным летом. Средняя температура воздуха самого тёплого месяца (июля) составляет 15,7 °C; самого холодного (января) — −17,3 °C. Среднегодовое количество атмосферных осадков составляет 540 мм. Снежный покров держится в течение 200—220 дней в году.
Часовой пояс
Васькино, как и вся Республика Коми, находится в часовой зоне МСК (московское время). Смещение применяемого времени относительно UTC составляет +3:00.

## Население
| 2010 |
| ---- |
| 89   |

Гендерный состав
По данным Всероссийской переписи населения 2010 года в гендерной структуре населения мужчины составляли 56,2 %, женщины — соответственно 43,8 %.
Национальный состав
Согласно результатам переписи 2002 года, в национальной структуре населения коми составляли 97 % из 86 чел.